# Rio Sabor
O rio Sabor é um rio que nasce na sierra de Gamoneda (final meridional dos Montes de León) na província de Zamora (Espanha), entra logo em Portugal, atravessa a Serra de Montesinho no distrito de Bragança.
Afluente da margem direita do rio Douro, passa perto da cidade de Bragança de onde recebe as águas do rio Fervença, indo desaguar perto da Torre de Moncorvo a jusante da Barragem do Pocinho, na aldeia da Foz do Sabor.
O seu nome pronuncia-se de uma forma peculiar, abrindo mais o "a" e fechando o "o".

## Afluentes
- Ribeira de Sabresa
- Rio Calabor
- Rio de Onor (rio)
- Rio Maçãs
- Rio Angueira
- Rio Fervença
- Rio Azibo
- Ribeira da Vilariça

## Barragem do Baixo Sabor

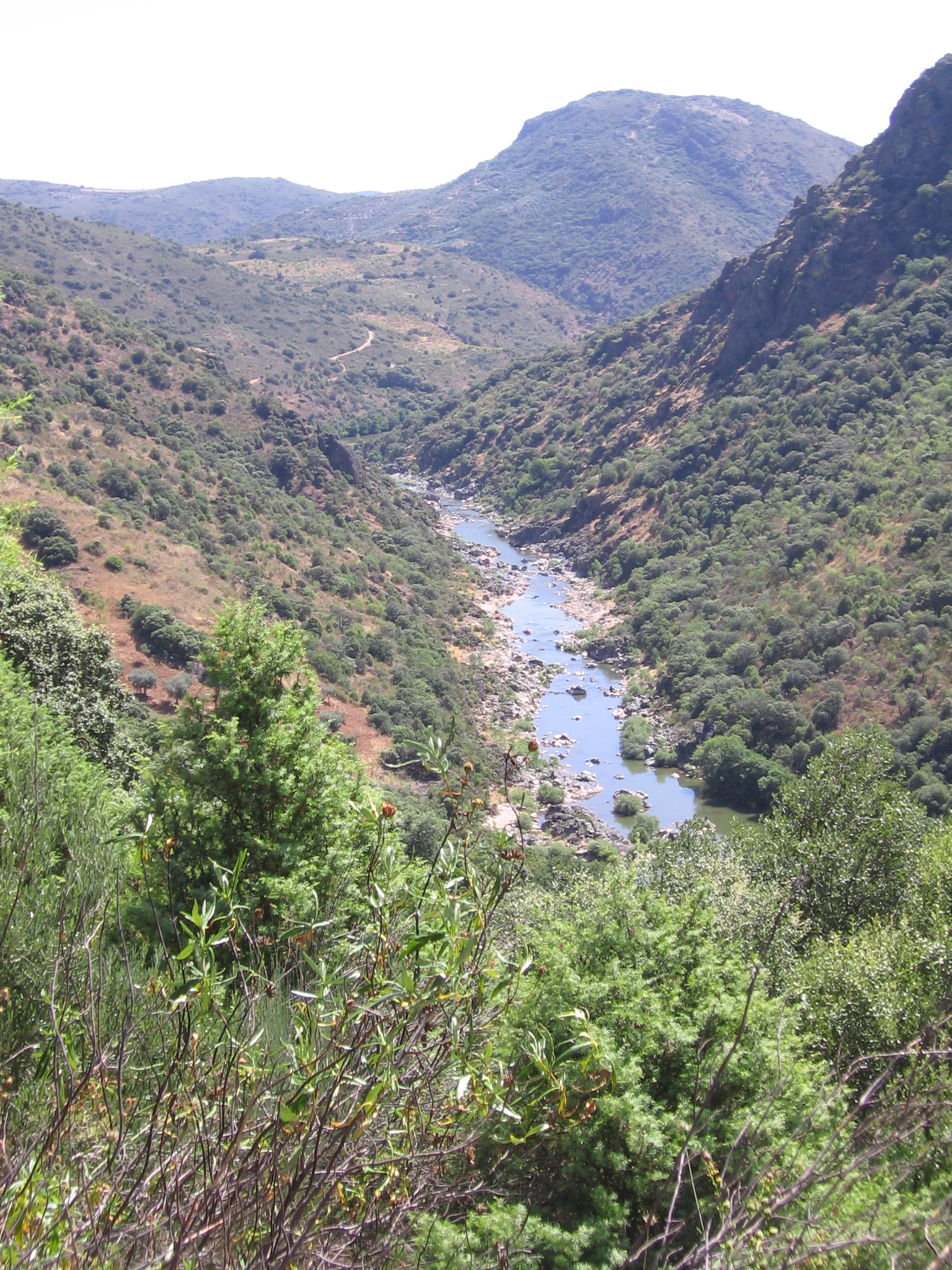
Vista do vale do Sabor antes de ficar inundado pela barragem "Baixo Sabor"

A empresa EDP começou em 2008 a construção de uma grande barragem para a geração de eletricidade, no último grande rio da Península Ibérica, sem barragens, desde a sua nascente até à foz do Douro.
Várias associações regionais e grupos ambientalistas posicionaram-se contra o projeto, arguindo que este trabalho representa um impacto irreparável em paisagens ecologicamente importantes que são o lar de espécies-bandeira, aves rupícolas anfíbios, invertebrados de água doce, etc.
O projeto foi relatado para a Comissão Europeia por contradizer várias disposições da legislação ambiental europeia, incluindo as directivas sobre as Aves e os habitats pois a região afetada pela barragem faz parte da Rede Natura 2000, nas áreas específicas "Sabor e Maçãs Rios '(SPA e SIC) e "Morais" (SIC) lar de 19 tipos de habitats, 9 espécies e 5 espécies vegetais de interesse comunitário. Entre elas, três tipos de habitats e de espécies animais (Canis lupus), classificados como prioritários. Quanto à ZPE, foi nomeada pela presença de 34 espécies de aves selvagens, incluindo várias espécies de aves de rapina, muitas das quais nidificam nas margens do rio que ficarão submersas pela barragem.

O trabalho foi paralisado por um longo tempo e, finalmente, arquivou-se a queixa com uma resolução que confirma as acusações, mas afirma que 
 parece que finalmente a barragem será construída 
De acordo com o n. º 4 do artigo 6 º da Directiva 92/43/CEE, este argumento só é válido se
- Relacionados à saúde humana e segurança pública
- Para consequências benéficas primordiais para o ambiente
- Outras razões imperativas de interesse público a fim (após consulta com a Comissão) [3]

Neste caso, o Governo Português argumentou que 
A nova albufeira produzirá energia capaz de abastecer 300 mil pessoas por ano, o dobro da população do Distrito de Bragança, aumentará em 20% a capacidade de armazenamento do país e duplicará as reservas de água do Douro.
De acordo ainda com a empresa, esta é a barragem com um dos maiores planos de investimento para minimização de impactes ambientais, ou seja 60 milhões de euros.
Esta foi ainda a primeira barragem a disponibilizar 3% da faturação anual de energia para o fundo de compensação ambiental destinado também a apoiar o desenvolvimento de projetos na área de influência.
A conclusão da barragem estava inicialmente prevista para 2013.